# Ryszard Przybysz
Ryszard Stanisław Przybysz (Koło, 8 de janeiro de 1950 - 23 de fevereiro de 2002) é um ex-handebolista profissional polaco, medalhista olímpico.
Ryszard Przybysz fez parte do elenco medalhista de bronze das Olimpíadas de Montreal, em 1976. Ele jogou cinco partidas anotando 13 gols.